# Tratado da Lua

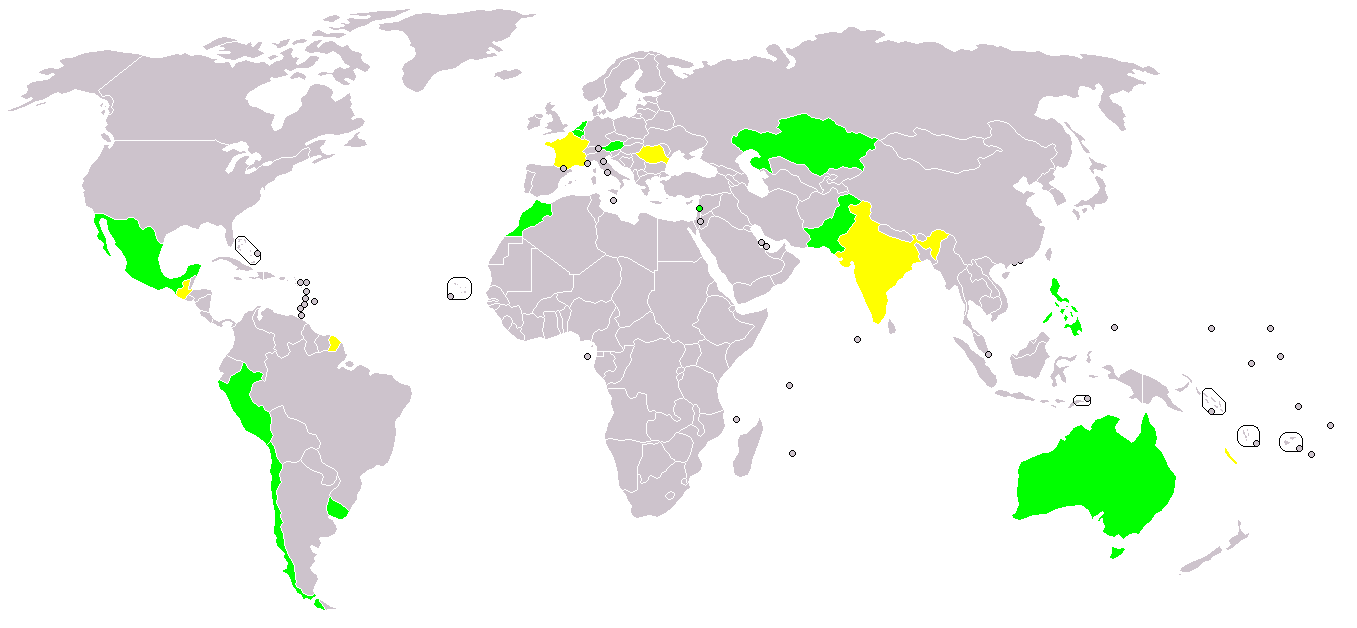
assinado e ratificado
apenas assinado

O Acordo que regula as atividades dos estados na Lua e em outros corpos celestes

mais conhecido como Tratado da Lua, Acordo da Lua ou simplesmente Lei da Lua, é um tratado internacional que torna a jurisdição de todos os corpos celestes (incluindo as órbitas ao redor desses corpos) responsabilidade da comunidade internacional. Com isso, todas as atividades devem estar de acordo com leis internacionais (especialmente a Carta das Nações Unidas).
Na prática, este é um tratado inócuo, pois nenhum dos países membros do "clube espacial" (que já colocaram satélites e seres vivos no espaço usando foguetes próprios) o ratificou até agora, e tem planos de fazê-lo, desde a sua criação em 1979, sendo assim, não tem nenhum efeito nos voos espaciais hoje em dia.